# Nicolas Thépaut
Pour les articles homonymes, voir Thépaut.
Nicolas Thépaut, né le 27 mars 1980 à Boulogne-Billancourt, est un skieur acrobatique français spécialisé dans les épreuves de saut acrobatique. 
Au cours de sa carrière, il a participé à trois mondiaux dont sa meilleure performance est une dix-huitième place en 2005 à Ruka, enfin en coupe du monde il est monté sur un podium pour une troisième place le 1er mars 2008 à Moscou.

## Biographie
Né à Boulogne-Billancourt, Nicolas Thépaut a grandi en Bretagne, il emménage avec ses parents à dix-sept ans à Praz-sur-Arly (Haute-Savoie). En Bretagne, il pratique la gymnastique et décide lorsqu'il arrive à Praz de pratiquer le saut acrobatique en suivant Aurélien Lohrer (ami du lycée) en prenant une licence au club de ski de Megève.
Dans les années 2000, il devient l'un des meilleurs représentants français dans une discipline délaissée par la fédération française de ski. Pour illustrer cette réalité, Nicolas Thépaut s'entraîne tout au long de la saison avec l'équipe de Suisse depuis 2003. Sur le plan sportif, il obtient de bons résultats, il monte sur un podium en coupe du monde le 1er mars 2008 à Moscou dix ans après le dernier podium en coupe du monde d'un Français (Sébastien Foucras, deuxième le 9 janvier 1998 à Mont Tremblant). Entre-temps, il se blesse gravement lors de la saison 2006/2007 avec une blessure aux ligaments croisés du genou qui le conduit à entreprendre une formation dans l'immobilier sur Paris et prend sa licence au club des Yvelines. Il rate également les Jeux olympiques d'hiver de 2006, non retenu par la fédération française de ski malgré une cinquième place en coupe du monde deux semaines avant l'évènement.
Désormais unique représentant français en saut, il commence la saison 2009-2010 avec en point de mire des Jeux olympiques d'hiver de 2010, il renonce à une opération (inflammation du tendon rotulien) pour participer aux Jeux olympiques ce qui entraîne des douleurs lors des réceptions, son programme pour les olympiades est deux sauts à quatre vrilles en qualification et un saut à cinq vrilles en finale. Il pense également à l'avenir de sa discipline, en souhaitant développer une structure regroupant le saut, le trampoline et le plongeon.

## Palmarès

### Championnats du monde
| Édition/Discipline | Saut acrobatique |
| Mondiaux 2003      | 21e              |
| Mondiaux 2005      | 18e              |
| Mondiaux 2009      | 30e              |

Nicolas Thépaut a pris part à trois mondiaux dans sa carrière. Après une première participation à l'édition 2003 à Deer Valley aux États-Unis où il prend la 21e place, il réalise sa meilleure performance dans cet évènement lors de l'édition 2005 à Ruka avec une 18e place. Il ne prend pas part à l'édition 2007 (blessé) mais revient pour celle de 2009 où il termine 30e.

### Coupe du monde
- Meilleur classement général : 36e en 2008.
- Meilleur classement en saut acrobatique : 11e en 2008.
- 1 podium en saut acrobatique.